# Jezdecká škola
Jezdecká škola je místo, kde se vyučuje jízda na koni. S koněm se pracuje převážně na jízdárně, kde se jezdci nejprve učí základní jízdárenské cviky, správný sed a správné vedení koně. Později se podle zaměření stáje přechází na základy parkuru nebo drezury, ve kterých se poté jezdec zdokonaluje. Pokročilejší jezdci zde mohou později trénovat na zkoušky, které vedou k získání jezdecké licence. Ti, kteří ji získají, se poté mohou účastnit oficiálních závodů, které pořádá Česká jezdecká federace. Ti, kteří licenci nemají, se mohou účastnit pouze tzv. hobby závodů.

## Jezdecké styly

### anglický jezdecký styl
- Parkurové skákání - Jedná se o disciplínu, při které jezdec spolu s koněm skáče přes překážky. Soutěžní kategorie se dělí podle stupňů obtížnosti od nejlehčího ZZ po nejtěžší T***.
- Drezura koní - Hlavním cílem této disciplíny je správné provedení určitých cviků na jízdárně.

### westernový jezdecký styl
- Team roping - Disciplína, která spočívá v chytání telat do lasa a jejich následném svázání.
- Cutting - V této disciplíně se jezdec spolu s koněm snaží oddělit tele od dalších telat ve stádě.
- Barrel racing - Jedná se o discipínu, ve které se závodí kolem tří sudů rozestavěných do trojúhelníku. Hodnotí se rychlost a obratnost.